# Lana Del Rey (EP)
Lana Del Rey es el segundo extended play (EP) de la cantante estadounidense Lana Del Rey.
Fue lanzado el 10 de enero de 2012 en Estados Unidos y Canadá por Interscope Records. Después de publicar tres proyectos fracasados, su demo Sirens, su primer EP, Kill Kill y su álbum de estudio Lana Del Ray, las cuatro canciones del EP fueron lanzadas como adelanto de su álbum Born to Die (2012). Las canciones muestran influencias de varios géneros, incluyendo hip hop, indie pop y rock alternativo. Las letras y melodías fueron escritas principalmente por Del Rey, Patrik Berger y Justin Parker. La producción del álbum fue llevada por Emile Haynie, quien también coescribió "Blue Jeans".
Los críticos contemporáneos dieron críticas variadas y los vídeos musicales de cada sencillo fueron producidos por Del Rey y subidos a YouTube. Aunque el vídeo de "Video Games" que Del Rey grabó con su webcam no fue un sencillo hasta ser visto por Stranger Records, dando la oportunidad a Del Rey de firmar un contrato de grabación conjunto a Interscope y Polydor y así se pudo lanzar el EP y los sencillos "Born to Die" y "Blue Jeans".
Vendiendo más de 24.000 copias en los Estados Unidos, el EP alcanzó el puesto número veinte en Billboard 200, alcanzando un máximo de seis en la lista de álbumes de rock y seis en la lista de álbumes alternativos.

## Antecedentes
| "Quería formar parte de una alta clase de músicos. Fue inspirado porque no tenía muchos amigos, y tenía la esperanza de que iba a conocer a mucha gente y enamorarme y empezar una comunidad alrededor de mí, de la manera que solían hacer en los años 60's. Quería ser vista como una buena cantante, y no mucho más que eso." ——Lana Del Rey sobre las dificultades en el comienzo de su carrera |

Del Rey nació en la ciudad de Nueva York, New York en 1986 y fue criada en Lake Placid, una tranquila aldea situada a las afueras de Nueva York. Con quince años fue enviada a un internado en Connecticut, antes de mudarse a Nueva York para estudiar metafísica en Fordham University. Mientras asistía a la universidad, según Del Rey, su experiencia musical empezó aquí. Después su tío le enseñó como tocar la guitarra, ella se dio cuenta de que probablemente pudo escribir "un millón" de canciones con solo seis acordes. Entonces empezó actuando en clubes en la ciudad de Nueva York, usando varios nombres artísticos como Sparkle Rope Jump Queen y Lizzy Grant y the Phenomena. Recordando la experiencia, Del Rey dijo "Yo estaba siempre cantando, pero nunca planee perseguirlo en serio. Cuando llegué a la ciudad de Nueva York cuando tenía dieciocho, empecé tocando en clubes en Brooklyn - Tuve buenos amigos y fans fieles en la escena underground, pero estábamos tocando para muchas más otras en ese momento - y eso fue todo"

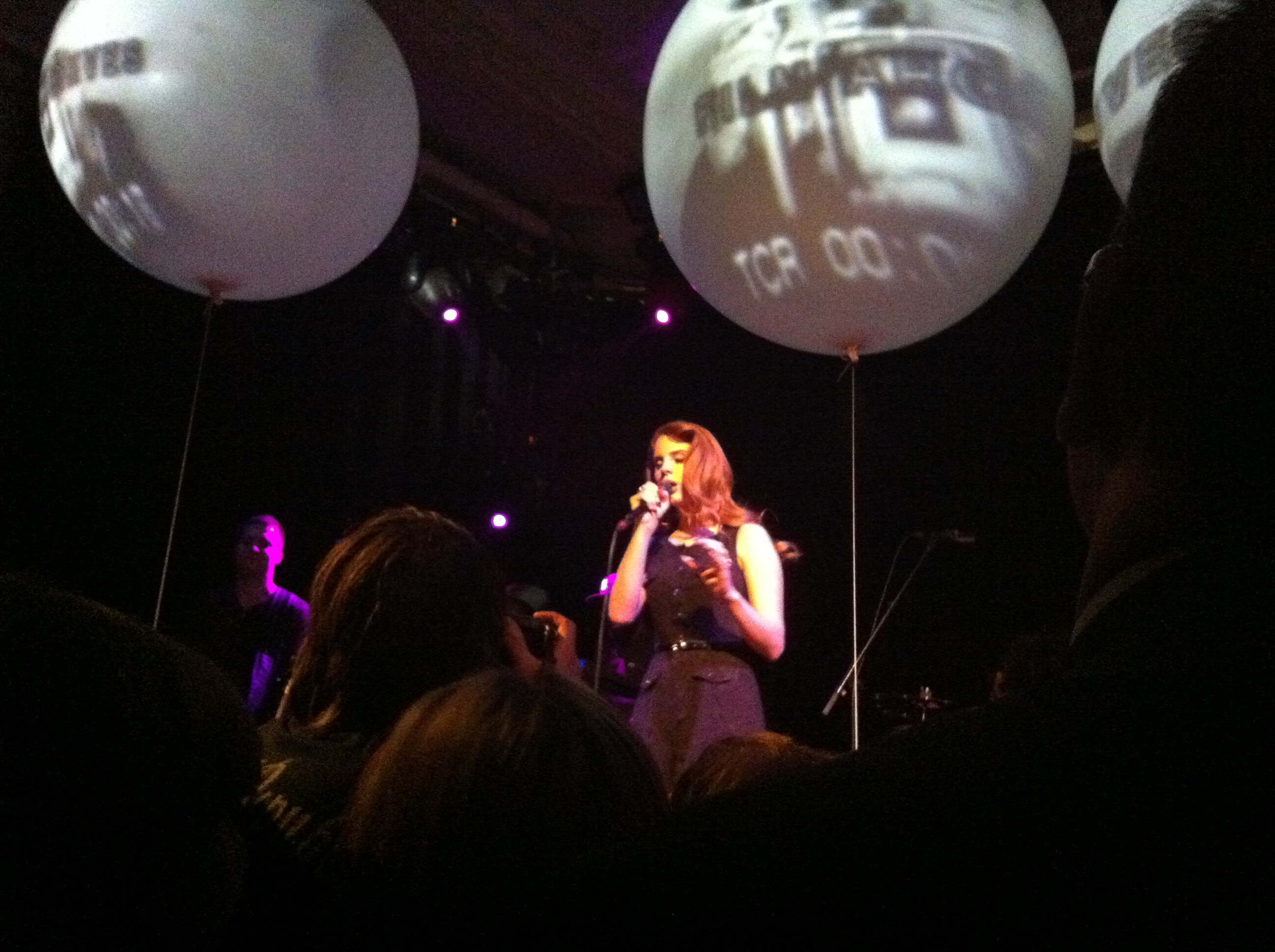
Lana Del Rey cantando "Video Games" durante un concierto celebrado en Ámsterdam en noviembre de 2011

A los veinte años firmó un contrato de grabación USD $ 10.000 y se trasladó a un parque de caravanas fuera de la ciudad de Nueva York. El álbum que grabó más tarde fue archivado. En cambio ella empezó a trabajar en el servicio comunitario, y para los próximos cinco años, trabajo en extensión sin hogar, las drogas y centros de rehabilitación de alcohol. Unos años más tarde, Del Rey firmó con 5 Point Records, un sello discográfico independiente, propiedad de David Kahne. Con la discográfica ella lanza el EP de tres temas, Kill Kill, en octubre de 2008 y un álbum de estudio de larga duración Lana Del Ray en 2010.  Después de escuchar las demos de Del Rey, Kahne se puso en contacto con ella; ella estaba obligada, sabiendo su reputación como productor y su deseo de producir música que no sea pop. Del Rey también explicó porque cambió su nombre Lizzy Grant a Lana Del Rey: "Quería un nombre que podía dar forma a la música. Iba mucho a Miami, hablando un montón de español con mis amigos de Cuba - Lana nos recordó el glamour de la orilla del mar. Sonaba precioso y salió de la punta de la lengua".
Después de subir algunas de sus canciones a su canal de YouTube, Del Rey fue descubierta y quedó firmado por Stranger Records para lanzar su primer sencillo "Video Games". Ella le dijo a The Observer que "Video Games" nunca fue pensado para ser un sencillo, pero a ella le encantó el vídeo y lo subió en internet. La canción le valió un Q Award de "próxima gran cosa" en octubre de 2011. Más tarde en ese mes, ella firmó un contrato discográfico con Interscope Records conjunta con Polydor Records para lanzar su segundo álbum de estudio, Born to Die. Del Rey creó la anticipación al álbum haciendo una serie de presentaciones en vivo, tales como conciertos de promoción en el Bowery Ballroom y en el Chateau Marmont, y con actuaciones en programas de televisión tales como De Wereld Draait Door, y Later with Jools Holland. Para promover aún más el próximo lanzamiento de Born to Die, Interscope Records lanza un EP de cuatro canciones en los Estados Unidos y Canadá el 10 de enero de 2012. Los cuatro temas que aparecen en la EP ("Video Games", "Born to Die" y "Off to the Races" anteriormente estaban disponibles para la compra como singles en los mercados internacionales.

## Composición
Del Rey declaró el usó de sus voces más bajas en las canciones y afirma que "la gente no me llevaban muy en serio, así que bajé la voz, creyendo que me ayudaría a destacar. Ahora yo canto bastante bajo... bueno, para una hembra de todos modos. Los primeros sencillos de la cantante, "Video Games" y "Born to Die" se describen de diferentes maneras como "baladas casi - cabaret", "confuso y a veces banda sonora soul soporífera", "pop", e "indie pop" Otros géneros atribuidos al EP incluyen: pop adulto alternativo, rock alternativo y el indie rock.
Su propia descripción de su música es "Sadcore Hollywood". Tim Lee de musicOMH señaló que las canciones son muy similares, al comentar que "sus (presuntos) agentes claramente habían tropezado con una fórmula con la que se puede (supuestamente) imprimir dinero y (supuestamente) consignar más reservado, (supuestamente) la venta del LP debut de Lana a los anales de la historia. Vosotros no lo oísteis de nosotros, ¿verdad?"  Del Rey ha descrito una vez a sí misma como una "Nancy Sinatra Gangster",  a pesar de que cita a Britney Spears, Elvis Presley, y Kurt Cobain como sus influencias musicales.
La tercera canción, "Blue Jeans", fue influenciado por el hip hop y tiene un ritmo minimalista que recuerda las canciones de Timbaland. Del Rey también rapea en unos pocos versos de la canción, como "You’re so fresh to death and sick as cancer [...] Love you more than those bitches before". "Off to the Races" se ha descrito líricamente como "un espectáculo de fenómenos de inapropiada la co-dependencia", con un estribillo que recuerda Sheryl Crow de "abajo y hacia fuera personaje solitario borracho "en su sencillo de 1994 "Leaving Las Vegas". Pryia Elan de NME tomó nota de la pista "casi se cae bajo el peso de este personaje. No hay nada de "Video Games". En cambio, los rumores psicosexuales de las letras y las voces duales que usa para compensar los tonos musicales relativamente simples en la pantalla".

## Reacción
El EP recibió críticas mixtas de los críticos contemporáneos. Bill Lamb de About.com premiando el EP de cuatro a cinco estrellas, y describió el estilo vocal de Del Rey y el sistema de instrumentación como "arrestar". A pesar de los sonidos similares, Lamb mostró gran aprecio por la capacidad de Del Rey de generar algo de misterio personalmente en ser muy selectivo en revelar detalles acerca de sí misma a lo largo del EP. John Bush de Allmusic considera a la cantante como una femme fatale "con una voz llena de humo, una imagen lánguida, y un contrato de modelaje". Sin embargo, Bush calificó el EP 2.5 estrellas de cinco, teniendo en cuenta que solo es "como un teaser del álbum".
El EP entró en el Billboard 200 en el tema gráfico de 21 de enero de 2012 en el número 20, después de vender 14.000 copias digitales. Desde el 1 de febrero de 2012, que ha vendido 24.000 copias digitales en los Estados Unidos.

## Lista de canciones
| Lana Del Rey |                    |          |  |
| N.º          | Título             | Duración |  |
| 1.           | «Video Games»      | 4:41     |  |
| 2.           | «Born to Die»      | 4:45     |  |
| 3.           | «Blue Jeans»       | 3:30     |  |
| 4.           | «Off to the Races» | 5:01     |  |
| 17:57        |                    |          |  |

## Posicionamiento en listas
| País           | Lista                            | Mejor Posición |
| -------------- | -------------------------------- | -------------- |
| Canadá         | Canadian Albums                  | 18             |
| Estados Unidos | Billboard 200                    | 20             |
| Estados Unidos | Billboard 200                    | 20             |
| Estados Unidos | Billboard 200 Alternative Albums | 6              |
| Estados Unidos | Billboard 200 Rock Albums        | 6              |
| Estados Unidos | Billboard Digital Albums         | 7              |